# Isthmohyla pictipes
Isthmohyla pictipes är en groddjursart som först beskrevs av Cope 1875.  Isthmohyla pictipes ingår i släktet Isthmohyla och familjen lövgrodor. IUCN kategoriserar arten globalt som starkt hotad. Inga underarter finns listade i Catalogue of Life.